# Berkane
Berkane (em berbere: Berkan; em tifinague: ⴱⴻⵔⴽⴰⵏ; em árabe: بركان) é uma cidade do nordeste de Marrocos, capital da província homónima, que faz parte da região Oriental. Em 2004 tinha 80 012 habitantes e estimava-se que em 2012 tivesse 85 242 habitantes.
Situa-se numa rica região agrícola, que tem atraído imigrantes vindos do oeste marroquino e do Saara, apesar de também ser uma terra de muitos emigrantes, nomeadamente para Fez e para a Europa. Os citrinos são a produção agrícola mais famosa de Berkane, que por vezes é chamada a capital dos citrinos de Marrocos Oriental. É também um centro vinícola com algum nome. Em muitos locais da região, a paisagem é dominada por vinhas, laranjais e outros pomares.
A cidade situa-se na região do Rife, na planície de Triffa e vale do Moulouya, o qual separa as províncias de Berkane e de Nador. Imediatamente a sul da cidade encontra-se a serra e o Parque Natural dos Beni Snassen. Duas das principais atrações turísticas da região são as gargantas do Zegzel e a Gruta do Camelo, situadas nos montes dos Beni Snassen, a sudoeste da cidade. Em Berkane há uma igreja que já não é usada, construída pelos colonos franceses em 1912 e dedicada a Santa Inês (Saint-Agnès).
Berkane encontra-se 22 km a oeste de Ahfir (na fronteira com a Argélia), 60 km a noroeste de Oujda e 80 km a sudeste de Nador (distâncias por estrada). Deve o seu nome ao santo local Sidi Ahmed Aberkane. Aberkane significa "negro" em berbere. Faz parte dos territórios tradicionais da confederação tribal berbere dos Beni Snassen. A maioria da população é bilingue em berbere zeneta e árabe marroquino.

## História
Berkane encontra-se próxima de Tafoughalt, onde há vestígios humanos que remonta a 40 000 ou 100 000 anos atrás. Pouco se sabe sobre esses primeiros habitantes da região.
A cidade atual foi fundada no início do século XX pelos franceses sobre as ruínas duma aldeia existente em volta do marabuto de Sidi Ahmed Aberkane.

## Clima e recursos hídricos
O clima da região é do tipo mediterrânico semiárido, caracterizado por uma pluviosidade média anual de 350 mm. As temperaturas médias anuais variam entre 17,6 °C e 20,5 °C.
As águas superficiais são constituídas principalmente pelo caudal do rio Moulouya, o qual se encontra regularizado pela barragens Mohammed V e Machrâa Hammadi. As águas subterrâneas são as do lençol freático de Triffa. A área agrícola irrigada ascende a mais de 36 000 hectares.

## Música

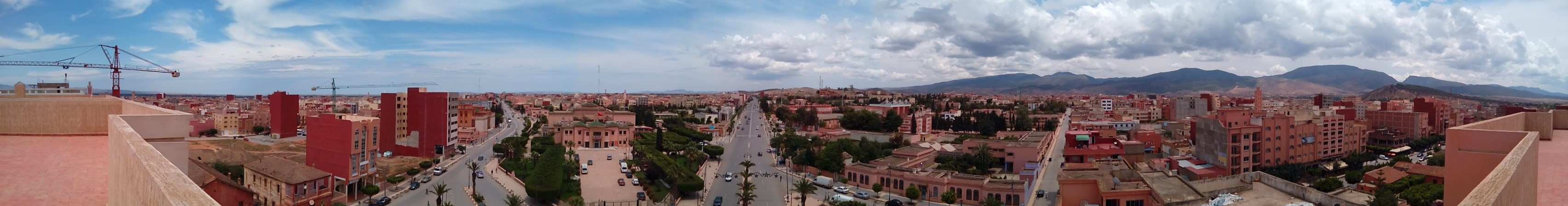
Panorâmica de Berkane

Berkane é a capital da reggada, um estilo musical tradicional berbere que originalmente era uma dança guerreira. Os guerreiros dançavam em sinal de vitória sobre os seus inimigos, usando espingardas ou bastões, movimentando os ombros e batendo com os pés no chão ao ritmo da música, simbolizando a pertença à terra. É uma música fortemente ritmada pelo uso de bendires e ghaïtas ou zurnas (ou zamr, uma espécie de flauta dupla).
A reggada deve o seu nome à aldeia vizinha com esse nome, situada a 9 km de Berkane, e é típica dos montes Beni Snassen.